# Kazneni udarac (2021.)
Kazneni udarac (2021.) kratkometražni je igrani film redatelja i scenarista Roka Bičeka. Scenarij je nastao po motivima iz poglavlja nagrađivanog romana Črna mati zemla, autora Kristiana Novaka, koji uz Roka Bičeka, potpisuje i scenarij. Riječ je o koprodukciji triju zemalja: Antitalent (Hrvatska), Cvinger (Slovenija), Zwinger (Austrija).
Film će imati svoju svjetsku premijeru na 74. Filmskom festivalu u Locarnu gdje je uvršten u novi natjecateljski program Autorski kratki (Corti d'autore). Svoju će regionalnu premijeru imati na 27. izdanju Sarajevo film festivala u natjecateljskom programu kratkometražnih filmova.
Film je u potpunosti snimljen na međimurskom dijalektu.

## Kratki sinopsis
Matija i Franjo provode popodne na seoskom nogometnom igralištu. U igri ih prekinu stariji dječaci, koji se počnu iživljavati nad Franjom. Matija pokušava zaštititi Franju, ali ne uspijeva.

## Adaptacija
Kazneni udarac temelji se na jednom poglavlju romana Črna mati zemla. Riječ je o lokalnom bestseleru koji je preveden na mnoge jezike. Film je ujedno polazište i temelj dugometražnog igranog filma, istoimenog naslova kao i roman, Črna mati zemla. Adaptaciju će također potpisivati oba autora - Rok Biček i Kristian Novak. Priča je to o odraslom Matiji koji kreće u potragu za svojim zaboravljenim sjećanjem kako bi otkrio bolnu istinu o svojoj prošlosti, obitelji i selu u kojem je odrastao. Projekt su podržali Hrvatski audiovizualni centar (HAVC), Slovenski filmski centar (SFC), Regionalni fond za poticanje filmskih koprodukcija (RE-ACT), Austrijski filmski institut (ÖFI) i program Europske unije Kreativna Europa (MEDIA), a razvijen je kroz scenarističku radionicu međunarodnog laboratorija Torino Film Lab-a (TFL).

## Uloge
- Gabrijel Dolenec kao Franc
- David Ivanović kao Matija
- Karlo Žganec kao Mario
- David Šafarić kao Mičo
- Simon Herperger kao Joža
- Jakov Feher kao Ivica
- Radovan Kočila kao Tonči

## Ekipa filma
- redatelj: Rok Biček
- scenaristi: Rok Biček, Kristian Novak

- producenti: Katarina Prpić, Danijel Pek, Rok Biček
- izvršna producentica: Tea Matanović

- direktor fotografije: Fabio Stoll
- montažeri: Rok Biček, Ana Štulina
- scenograf: Ivan Veljača
- kostimografkinja: Ana Savić Gecan
- majstorica maske: Mojca Gorogranc Petrushevska
- mikser i dizajner zvuka: Julij Zornik

## Vanjske poveznice
- www.antitalent.hr - Penalty Shot  Arhivirana inačica izvorne stranice od 23. srpnja 2021. (Wayback Machine)
- IMDB - Penalty Shot